# Sébastien Corchia
Sébastien Corchia, né le 1er novembre 1990 à Noisy-le-Sec (Seine-Saint-Denis), est un footballeur international français au poste de défenseur à l'AS Cannes.
Il est appelé en équipe de France à quatre reprises entre 2016 et 2017 et compte un sélection.

## Biographie

### Carrière en club

#### Le Mans FC (2006-2011)
Après être passé par les équipes jeunes de plusieurs clubs français dont le Paris Saint-Germain et l'INF Clairefontaine, Sébastien Corchia commence dans l'équipe des moins de 18 ans du Mans UC 72  entre 2006 et en 2008 avant d'intègre l'équipe réserve à 17 ans. Bien qu'il soit le plus jeune joueur de l'équipe réserve, il est le joueur le plus utilisé.
Il débute chez les pros le 14 février 2009 en étant titulaire lors d'un match de Ligue 1 contre l'OGC Nice. Il dispute 68 minutes pour finalement être élu par les supporters manceaux homme du match. Il joue ensuite le match plein au Stade Vélodrome contre l'Olympique de Marseille où il fait une bonne prestation dans la défense et participe avec le reste de l'équipe à ramener le précieux point du nul à l'extérieur Au mercato d'hiver 2008, il est pisté par la Juventus mais il prolonge finalement au Mans. Sa fin de saison est excellente, à tel point que nombre de médias croient déjà voir en lui un futur "grand". Au MUC, il bénéficie des conseils de l'expérimenté Paulo André, avant que celui-ci ne s'en retourne au pays. Début mai 2009, il signe son premier contrat professionnel avec son club formateur qui le lie jusqu'en juin 2012.
Lors de la saison 2009-2010, il s'impose comme un titulaire en puissance sur son côté droit. Il réalise d'ailleurs un gros début de saison 2009-2010, enchaînant 15 matchs en tant que titulaire sur son aile droite. Il marque son premier but en Ligue 1 le dimanche 13 décembre 2009, contre le Valenciennes FC, d'une tête à bout portant trompant N'Dy Assembe. À la fin de la saison, son club est néanmoins relégué en Ligue 2. Il reste cependant au club malgré la relégation.
Après une saison 2010-2011 pleine, il figure parmi l'équipe type de Ligue 2, mais Le Mans, qui visait la montée, terminera la saison à la quatrième place, synonyme de maintien en Ligue 2. À l'issue de cette saison, Corchia rejoint ainsi le FC Sochaux-Montbéliard qui évolue en Ligue 1. Le transfert est estimé à 1,8 million d'euros.

#### FC Sochaux (2011-2014)
Sébastien Corchia, après avoir passé la traditionnelle visite médicale avec succès, s'engage pour quatre ans en faveur du FCSM. Son premier match a lieu contre l'Olympique de Marseille dans le cadre de la première journée de Ligue 1 où il est titularisé au poste de latéral gauche pour pallier les absences des titulaires habituels sur ce côté. Il va ensuite s'imposer dans le onze de départ et réaliser une année pleine de promesses pour ce jeune joueur de 22 ans.
Le 23 février 2013, Corchia inscrit son premier but avec le FC Sochaux-Montbéliard contre le Stade rennais, score final 2-2.
Le 29 janvier 2014, Sébastien Corchia signe au LOSC Lille pour une durée de quatre ans et demi, mettant fin aux convoitises de l'Olympique lyonnais et de l'Olympique de Marseille. Toutefois, son contrat n'est pas homologué par la DNCG, la masse salariale du club lillois étant jugée trop élevée, ce qui est confirmé en appel par la DNCG. Le club lillois s'en remet alors au CNOSF qui, après avoir auditionné les différentes parties le 13 février, rend un avis défavorable également le lendemain. De ce fait, Corchia doit retourner au FC Sochaux où il termine sa saison.

#### Lille OSC (2014-2017)

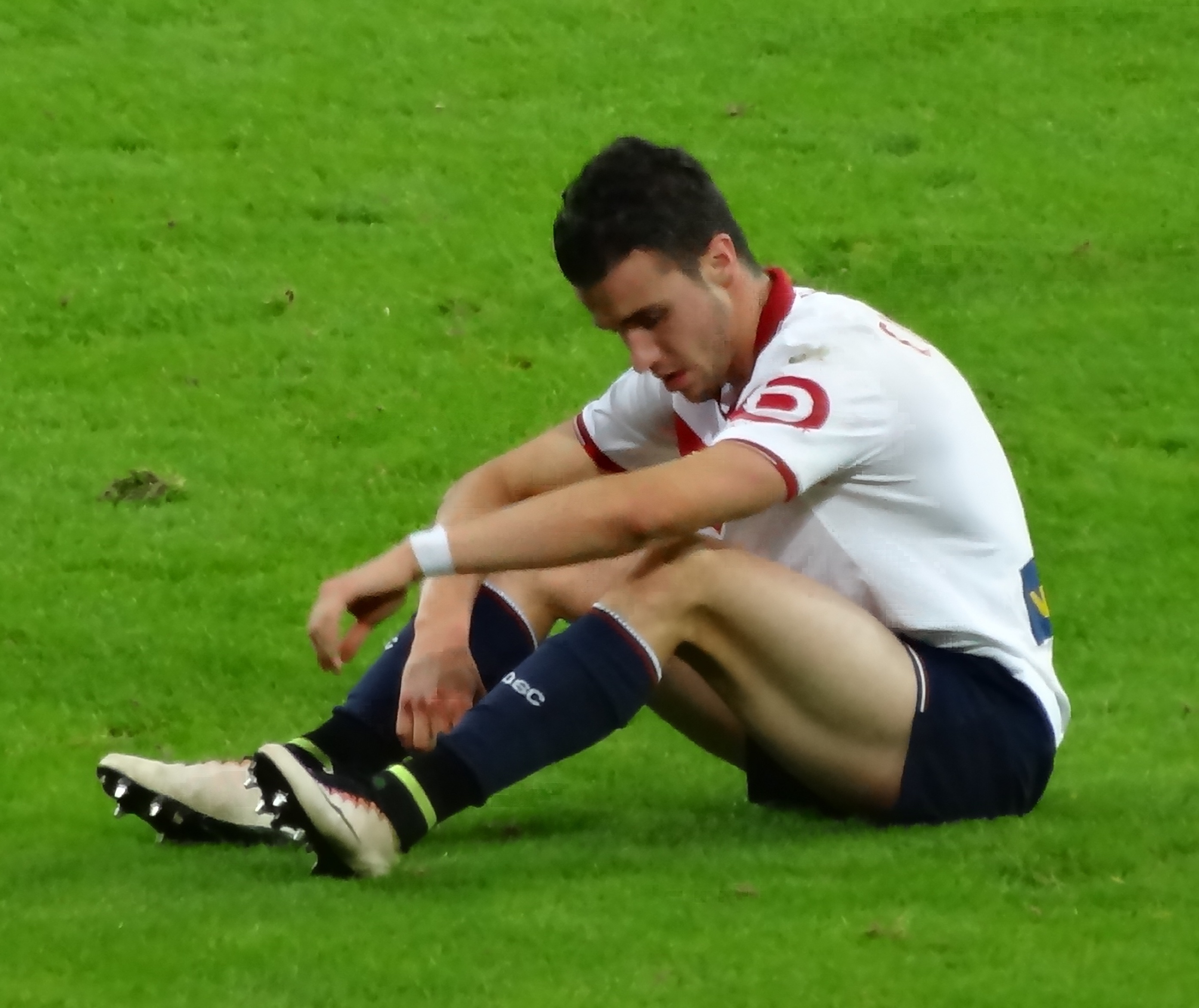
Sébastien Corchia avec le LOSC 2016-2017.

Le 28 juin 2014, Corchia signe finalement en faveur du LOSC Lille pour une durée de quatre ans. Il choisit de porter le numéro 2. Le 30 juillet 2014, lors de son premier match officiel avec le LOSC pour le compte du 3e tour préliminaire de la Ligue des champions contre le Grasshopper Zurich, il marque son premier but sous ses nouvelles couleurs avant de délivrer une passe décisive à Ryan Mendes pour une victoire deux buts à zéro. Lors du match opposant l'AS Monaco au LOSC Lille il se blesse en se perçant un tympan et quitte ses coéquipiers un peu avant la demi-heure de jeu.
La saison suivante, il se blesse en mars 2016, ce qui le prive de compétition durant ce mois. Il participe contre le FC Nantes le 3 avril à son 200e match de Ligue 1. Titulaire indiscutable, il atteint la finale de la Coupe de la Ligue la saison suivante mais s'incline contre le Paris Saint-Germain.

#### Séville FC (2017-2020)
Le 13 juillet 2017, il signe officiellement un contrat de quatre ans au Séville FC. Le transfert est estimé à cinq millions d'euros. Il joue 22 matchs lors d'une première saison marquée par plusieurs blessures.
En août 2018, il est prêté pour une saison au Benfica Lisbonne avec option d'achat. Il est recruté pour remplacer numériquement le Nigérian Tyronne Ebuehi, victime d'une rupture des ligaments croisés. Il entre en concurrence avec André Almeida, titulaire à ce poste. Peu de temps après son arrivée au Portugal, il se blesse pour une durée d'un mois.
Le 21 août 2019, Corchia est prêté pour un an avec option d'achat à l'Espanyol de Barcelone. Il joue son premier match le 25 août contre le Deportivo Alavés (0-0). Blessé à la mi-décembre, il doit subir une arthroscopie du genou droit. Un mois plus tard, l'Espanyol recrute Leandro Cabrera et lui attribue le numéro du Français, alors que celui-ci figure toujours dans l'effectif du club.
En juillet 2020, Corchia annonce sur ses réseaux sociaux son départ du club, après un passage chez les Pericos miné par les blessures et une dernière place en championnat. Il envisage alors un retour en France, après avoir disputé sept rencontres pour une passe décisive.
Le 3 octobre 2020, alors qu'il n'entre pas dans les plans de Julen Lopetegui, le défenseur est libéré de son contrat dans les derniers jours du mercato.

#### FC Nantes (2020-2023)
Le 7 octobre 2020, Sébastien Corchia s'engage pour trois ans au FC Nantes, sous les ordres de Christian Gourcuff. Titulaire la première saison, il est en concurrence la saison suivante avec Marcus Coco, redescendu arrière droit, qui lui est préféré lors de la finale de Coupe de France remportée contre l'OGC Nice pendant laquelle il reste sur le banc. 
La saison suivante est du même acabit et il n'est titularisé qu'à six reprises en championnat. Il entre en jeu lors de la défaite au Trophée des Champions contre le Paris Saint-Germain mais reste sur le banc lors de la finale de Coupe de France que le club réussi à atteindre pour la deuxième année consécutive mais qu'il ne remporte pas, s'inclinant lourdement cinq buts à un contre le Toulouse FC.
En fin de mois de juin 2023, après trois années passées chez le club nantais, et beaucoup de mal à convaincre avec ses performances sur le terrain, le latéral droit annonce son départ, désormais libre de tout contrat.

#### Amiens SC puis AS Cannes (depuis 2023)
Il officialise son arrivée en Picardie le 2 juillet en même temps que le défenseur Kylian Kaïboué, en provenance du SC Bastia. Le latéral droit de 32 ans signe un contrat de deux ans avec le club picard. Après deux saisons au club, il est laissé libre et s'engage avec l'AS Cannes en National 2.

### Équipe de France
Alors qu'il évolue encore en équipe jeune du Mans UC, il est sélectionné à plusieurs reprises avec les moins de 17 ans et moins de 18 ans de l'équipe de France. C'est après ses débuts professionnels qu'il est appelé avec les moins de 19 ans avec, notamment, un autre Manceau en la personne de Mamadou Wagué.
Le 27 août 2009, il est sélectionné en équipe de France espoirs par Erick Mombaerts à 18 ans (il est alors le plus jeune joueur des Bleuets). Il inscrit d'ailleurs un doublé lors de la rencontre contre la Slovaquie à Châteauroux avec le brassard de capitaine.
Le 25 août 2016, le joueur est convoqué pour la première fois en équipe de France par le sélectionneur Didier Deschamps mais ne prend part à aucune des deux rencontres où son ancien coéquipier Djibril Sidibé lui est préféré.
Appelé de nouveau en octobre sans jouer, il connaît finalement sa première sélection le 15 novembre 2016 en entrant en jeu contre la Côte d'Ivoire lors d'un match amical. Il est rappelé au mois de mars pour le match face à l'Espagne pour pallier le forfait de Djibril Sidibé, blessé lors de la rencontre contre le Luxembourg en éliminatoires pour le Mondial 2018 mais reste sur le banc.

## Statistiques

### En club
| Saison                | Club                         | Championnat           | Championnat | Championnat | Championnat | Coupe nationale | Coupe nationale | Coupe nationale | Coupe de la Ligue | Coupe de la Ligue | Coupe de la Ligue | Supercoupe | Supercoupe | Supercoupe | Compétition(s) continentale(s) | Compétition(s) continentale(s) | Compétition(s) continentale(s) | Compétition(s) continentale(s) | Total | Total | Total |
| Saison                | Club                         | Division              | M.          | B.          | P.d.        | M.              | B.              | P.d.            | M.                | B.                | P.d.              | M.         | B.         | P.d.       | Comp.                          | M.                             | B.                             | P.d.                           | M.    | B.    | P.d.  |
| 2008-2009             | Le Mans UC 72                | Ligue 1               | 9           | 0           | 1           | 1               | 0               | 0               | -                 | -                 | -                 | -          | -          | -          | -                              | -                              | -                              | -                              | 10    | 0     | 1     |
| 2009-2010             | Le Mans UC 72                | Ligue 1               | 35          | 2           | 2           | 1               | 0               | 0               | 1                 | 0                 | 0                 | -          | -          | -          | -                              | -                              | -                              | -                              | 37    | 2     | 2     |
| 2010-2011             | Le Mans FC                   | Ligue 2               | 34          | 1           | 2           | 3               | 1               | 0               | 1                 | 0                 | 0                 | -          | -          | -          | -                              | -                              | -                              | -                              | 38    | 2     | 2     |
| Sous-total            | Sous-total                   | Sous-total            | 80          | 3           | 5           | 5               | 1               | 0               | 2                 | 0                 | 0                 | -          | -          | -          | -                              | -                              | -                              | -                              | 87    | 4     | 5     |
| 2011-2012             | FC Sochaux-Montbéliard       | Ligue 1               | 31          | 0           | 3           | 1               | 0               | 0               | -                 | -                 | -                 | -          | -          | -          | C3                             | 2                              | 0                              | 0                              | 34    | 0     | 3     |
| 2012-2013             | FC Sochaux-Montbéliard       | Ligue 1               | 34          | 1           | 2           | 3               | 0               | 0               | 2                 | 0                 | 0                 | -          | -          | -          | -                              | -                              | -                              | -                              | 39    | 1     | 2     |
| 2013-2014             | FC Sochaux-Montbéliard       | Ligue 1               | 33          | 3           | 4           | 1               | 0               | 0               | 2                 | 1                 | 0                 | -          | -          | -          | -                              | -                              | -                              | -                              | 36    | 4     | 4     |
| Sous-total            | Sous-total                   | Sous-total            | 98          | 4           | 9           | 5               | 0               | 0               | 4                 | 1                 | 0                 | -          | -          | -          | -                              | 2                              | 0                              | 0                              | 109   | 5     | 9     |
| 2014-2015             | LOSC Lille                   | Ligue 1               | 31          | 1           | 1           | 1               | 0               | 0               | 3                 | 1                 | 0                 | -          | -          | -          | C1+C3                          | 4+6                            | 1+0                            | 1+0                            | 45    | 3     | 2     |
| 2015-2016             | LOSC Lille                   | Ligue 1               | 33          | 2           | 2           | 2               | 0               | 1               | 5                 | 0                 | 1                 | -          | -          | -          | -                              | -                              | -                              | -                              | 40    | 2     | 4     |
| 2016-2017             | LOSC Lille                   | Ligue 1               | 38          | 1           | 4           | 2               | 1               | 0               | -                 | -                 | -                 | -          | -          | -          | C3                             | 2                              | 0                              | 0                              | 42    | 2     | 4     |
| Sous-total            | Sous-total                   | Sous-total            | 102         | 4           | 7           | 5               | 1               | 1               | 8                 | 1                 | 1                 | -          | -          | -          | -                              | 12                             | 1                              | 1                              | 127   | 7     | 10    |
| 2017-2018             | Séville FC                   | Liga                  | 12          | 0           | 1           | 5               | 0               | 1               | -                 | -                 | -                 | -          | -          | -          | C1                             | 3                              | 0                              | 1                              | 20    | 0     | 3     |
| 2018-2019             | Séville FC                   | Liga                  | -           | -           | -           | -               | -               | -               | -                 | -                 | -                 | -          | -          | -          | C3                             | 2                              | 0                              | 0                              | 2     | 0     | 0     |
| Sous-total            | Sous-total                   | Sous-total            | 12          | 0           | 1           | 5               | 0               | 1               | -                 | -                 | -                 | -          | -          | -          | -                              | 5                              | 0                              | 1                              | 22    | 0     | 3     |
| 2018-2019             | Benfica Lisbonne (prêt)      | Primeira Liga         | 2           | 0           | 0           | 3               | 0               | 0               | -                 | -                 | -                 | -          | -          | -          | C1+C3                          | 0+3                            | 0                              | 0                              | 8     | 0     | 0     |
| 2019-2020             | Espanyol de Barcelone (prêt) | Liga                  | 3           | 0           | 0           | -               | -               | -               | -                 | -                 | -                 | -          | -          | -          | C3                             | 4                              | 0                              | 1                              | 7     | 0     | 1     |
| 2020-2021             | FC Nantes                    | Ligue 1               | 26          | 0           | 1           | 1               | 0               | 1               | -                 | -                 | -                 | -          | -          | -          | -                              | -                              | -                              | -                              | 27    | 0     | 2     |
| 2021-2022             | FC Nantes                    | Ligue 1               | 28          | 0           | 3           | 5               | 0               | 0               | -                 | -                 | -                 | -          | -          | -          | -                              | -                              | -                              | -                              | 33    | 0     | 3     |
| 2022-2023             | FC Nantes                    | Ligue 1               | 22          | 0           | 1           | 4               | 0               | 1               | -                 | -                 | -                 | 1          | 0          | 0          | C3                             | 6                              | 0                              | 0                              | 33    | 0     | 2     |
| Sous-total            | Sous-total                   | Sous-total            | 76          | 0           | 5           | 10              | 0               | 2               | -                 | -                 | -                 | 1          | 0          | 0          | -                              | 6                              | 0                              | 0                              | 93    | 0     | 7     |
| 2023-2024             | Amiens SC                    | Ligue 2               | 29          | 0           | 4           | -               | -               | -               | -                 | -                 | -                 | -          | -          | -          | -                              | -                              | -                              | -                              | 29    | 0     | 4     |
| 2024-2025             | Amiens SC                    | Ligue 2               | 27          | 0           | 4           | 1               | 0               | 0               | -                 | -                 | -                 | -          | -          | -          | -                              | -                              | -                              | -                              | 28    | 0     | 4     |
| Sous-total            | Sous-total                   | Sous-total            | 56          | 0           | 8           | 1               | 0               | 0               | -                 | -                 | -                 | -          | -          | -          | -                              | -                              | -                              | -                              | 57    | 0     | 8     |
| Total sur la carrière | Total sur la carrière        | Total sur la carrière | 429         | 11          | 35          | 36              | 2               | 4               | 14                | 2                 | 1                 | 1          | 0          | 0          | -                              | 32                             | 1                              | 3                              | 512   | 16    | 43    |

### En sélections nationales
| Saison                | Sélection             | Phases finales        | Phases finales | Phases finales | Éliminatoires | Éliminatoires | Matchs amicaux | Matchs amicaux | Total | Total |
| Saison                | Sélection             | Compétition           | M              | B              | M             | B             | M              | B              | M     | B     |
| --------------------- | --------------------- | --------------------- | -------------- | -------------- | ------------- | ------------- | -------------- | -------------- | ----- | ----- |
| 2016-2017             | France                | -                     | -              | -              | -             | -             | 1              | 0              | 1     | 0     |
| Total sur la carrière | Total sur la carrière | Total sur la carrière | -              | -              | -             | -             | 1              | 0              | 1     | 0     |

### En équipe de France
| Matches internationaux de Sébastien Corchia | Matches internationaux de Sébastien Corchia | Matches internationaux de Sébastien Corchia | Matches internationaux de Sébastien Corchia | Matches internationaux de Sébastien Corchia | Matches internationaux de Sébastien Corchia | Matches internationaux de Sébastien Corchia                       |
|                                             | Date                                        | Lieu                                        | Adversaire                                  | Résultat                                    | Compétition                                 | Notes                                                             |
| ------------------------------------------- | ------------------------------------------- | ------------------------------------------- | ------------------------------------------- | ------------------------------------------- | ------------------------------------------- | ----------------------------------------------------------------- |
| 1.                                          | 15 novembre 2016                            | Stade Bollaert-Delelis, Lens, France        | Côte d'Ivoire                               | 0 - 0                                       | Match amical                                | Entre en jeu à la place de Djibril Sidibé à la 68e minute de jeu. |

## Palmarès

### En club
Après avoir été finaliste de la Coupe de la Ligue en 2016 avec le Lille OSC, Sébastien Corchia remporte son premier titre sous les couleurs du Benfica Lisbonne en étant sacré Champion du Portugal en 2019.
Plus tard, sous les couleurs du FC Nantes, il remporte la Coupe de France en 2022 avant d'être finaliste en 2023. Entre-temps, il s'incline lors du Trophée des champions en 2022.
| LOSC Lille                                | Benfica Lisbonne (1)                           | FC Nantes (1)                                                                                             |
| ----------------------------------------- | ---------------------------------------------- | --- |
| - Coupe de la Ligue : - Finaliste en 2016 | - Championnat du Portugal : - Champion en 2019 | - Coupe de France : - Vainqueur en 2022 - Finaliste en 2023 - Trophée des Champions : - Finaliste en 2022 |